# Maqueda
Maqueda ist eine Kleinstadt und eine zentralspanische Gemeinde (municipio) mit 504 Einwohnern (Stand: 2024) in der Provinz Toledo in der Autonomen Gemeinschaft Kastilien-La Mancha. Das historische Ortszentrum ist als Nationales Kulturgut (Bien de Interés Cultural) in der Kategorie Conjunto histórico-artístico anerkannt.

## Lage und Klima
Maqueda liegt unmittelbar westlich der A5 in einer Höhe von etwa 500 m knapp 43 km (Fahrtstrecke) nordwestlich von Toledo und etwa 77 km südwestlich von Madrid. Die nächstgrößere Stadt Torrijos befindet sich etwa 17 km südöstlich. Das Klima im Winter ist rau, im Sommer dagegen trocken und warm; der spärliche Regen (ca. 365 mm/Jahr) fällt überwiegend in den Wintermonaten.

## Bevölkerungsentwicklung
| Jahr      | 1857 | 1900 | 1950 | 2000 | 2017 |
| Einwohner | 575  | 556  | 678  | 455  | 469  |

Die seit den 1950er Jahren zunehmende Mechanisierung der Landwirtschaft und die Aufgabe von bäuerlichen Kleinbetrieben führten zur Arbeitslosigkeit und zur Abwanderung eines Teils der Bevölkerung.

## Wirtschaft
In früheren Jahrhunderten war Maqueda das handwerkliche und merkantile Zentrum einer Vielzahl von Einzelgehöften und kleinen Dörfern in seinem agrarisch geprägten Umland. Im Ort selbst haben sich Kleinhändler, Handwerker und Dienstleister aller Art niedergelassen.

## Geschichte
Die Gegend um Maqueda teilt in wesentlichen Zügen die Geschichte Toledos: Auf die Römer folgten die Westgoten; denen folgten im Jahre 711 die Araber und die mit ihnen verbündeten Berberstämme, die das Gebiet nach erfolgreicher Rückeroberung (reconquista) im Jahre 1085 an die Christen unter der Führung des leonesisch-kastilischen Königs Alfons VI. abtreten mussten. Nach wiederholten Übergriffen der Almohaden wurde die Gegend von Alfons VIII. der Kontrolle durch den im Jahre 1158 gegründeten Orden von Calatrava überantwortet. Im 15. Jahrhundert gehörten Ort und Burg kurzzeitig Don Álvaro de Luna, dem Ratgeber König Johanns II. Im Jahr 1530 schuf Karl V. zugunsten von Diego de Cárdenas y Enríquez das erbliche Herzogtum Maqueda (Ducado de Maqueda), welches bis auf den heutigen Tag existiert.

## Sehenswürdigkeiten

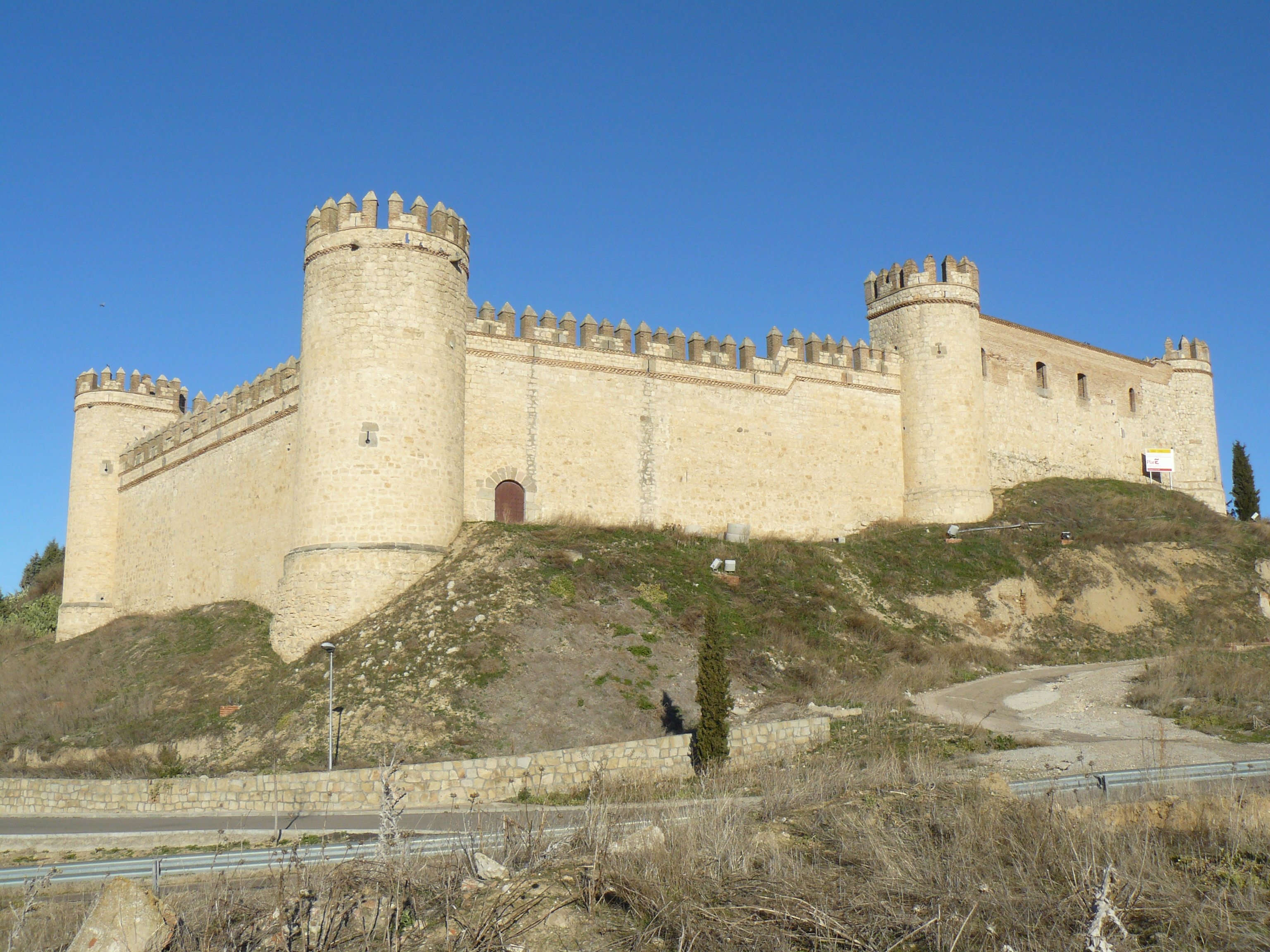
Maqueda – Castillo

- Hauptattraktion von Maqueda ist das etwas oberhalb des Ortes stehende Castillo de la Vela, dessen heutiger Zustand aus dem 15. Jahrhundert stammt. Sein guter Erhaltungszustand beruht auf der Tatsache, dass es in der Franco-Zeit und auch noch danach von der Guardia Civil genutzt wurde. Heute ist immer noch das Museo Histórico de la Guardia Civil dort untergebracht.[6]
- Die Puerta Califal hat einen schönen Hufeisenbogen und gehörte einst wohl zu einer maurischen Vorgängerfestung; heute bildet sie einen – meist geschlossenen – Nebeneingang zur Kirche Santa María de los Alcázares.
- Die Pfarrkirche Santa María de los Alcázares wurde im 15. Jahrhundert gegründet; der Ziegelsteinturm stammt erst aus dem Jahr 1908. Zu beiden Seiten des zum Südportal führenden Treppenaufgangs stehen zwei große Bögen, die ehemals zu einem Stadttor gehörten. Das Kircheninnere ist dreischiffig; zwei Altarretabel schmücken den Raum, ein antikes Kapitell wurde zu einem Taufbecken umgestaltet.[7]
- Der zur Außenseite hin abgerundete Torre de la Vela mit seinen wechselnden Lagen aus Hau- und Ziegelsteinen gehörte ehemals zu einer imposanten Stadtmauer.[8]
- Eine in kastilischen Kleinstädten noch häufiger anzutreffende Gerichtssäule (rollo jurisdiccional oder picota) mit ehemals vier Löwenköpfen steht auf dem Platz in der Ortsmitte.[9]

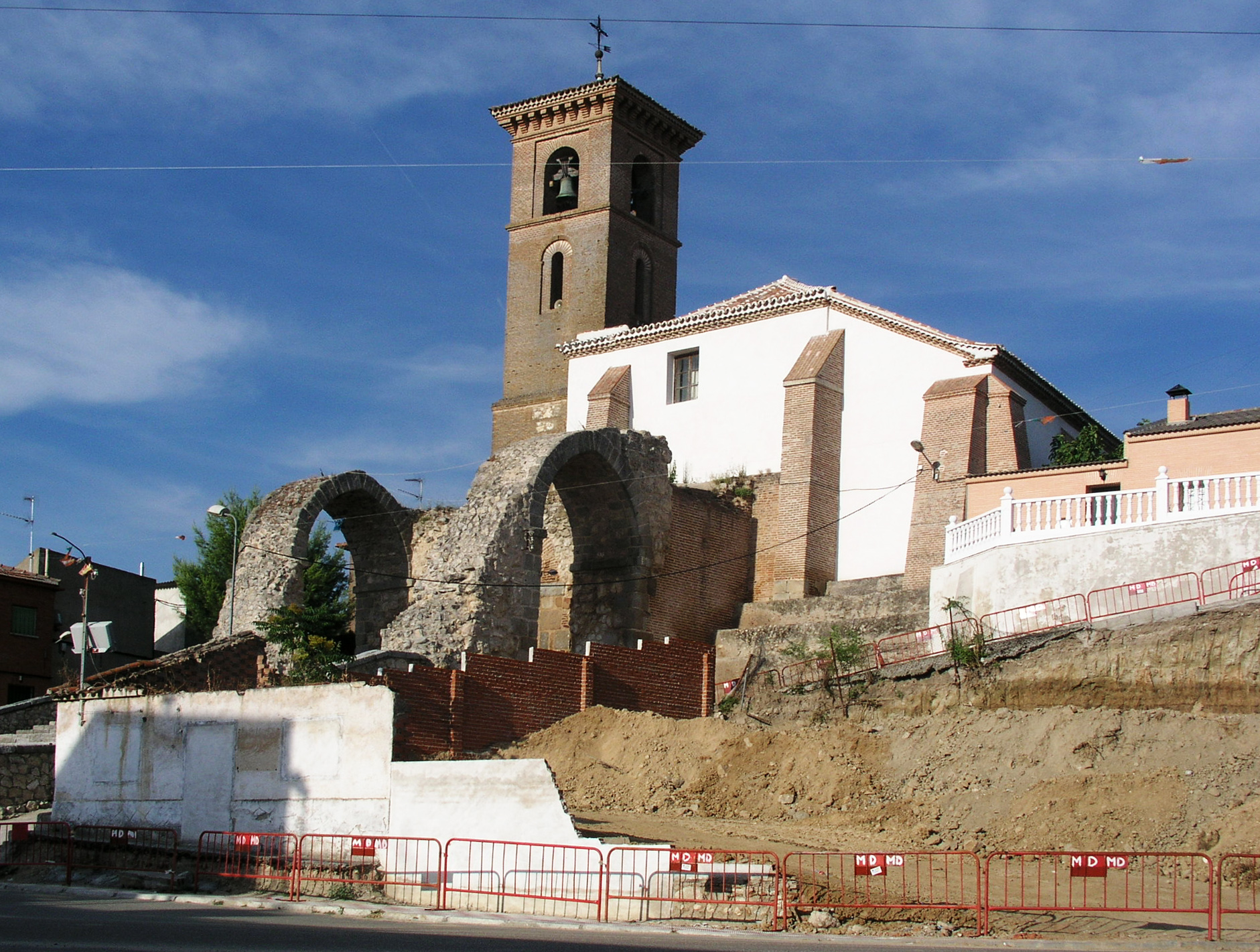
Kirche Santa María de los Alcázares
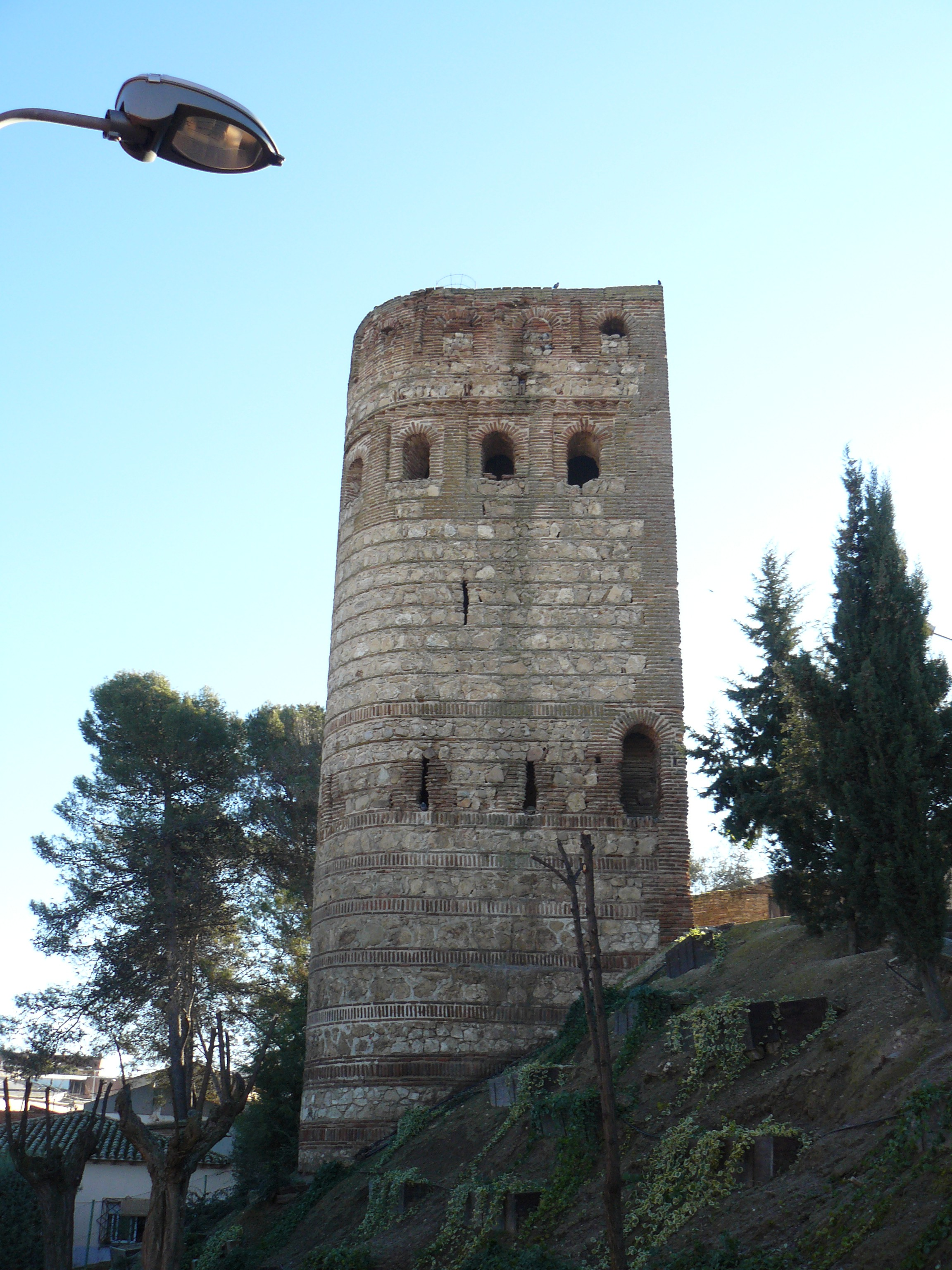
Torre de la Vela
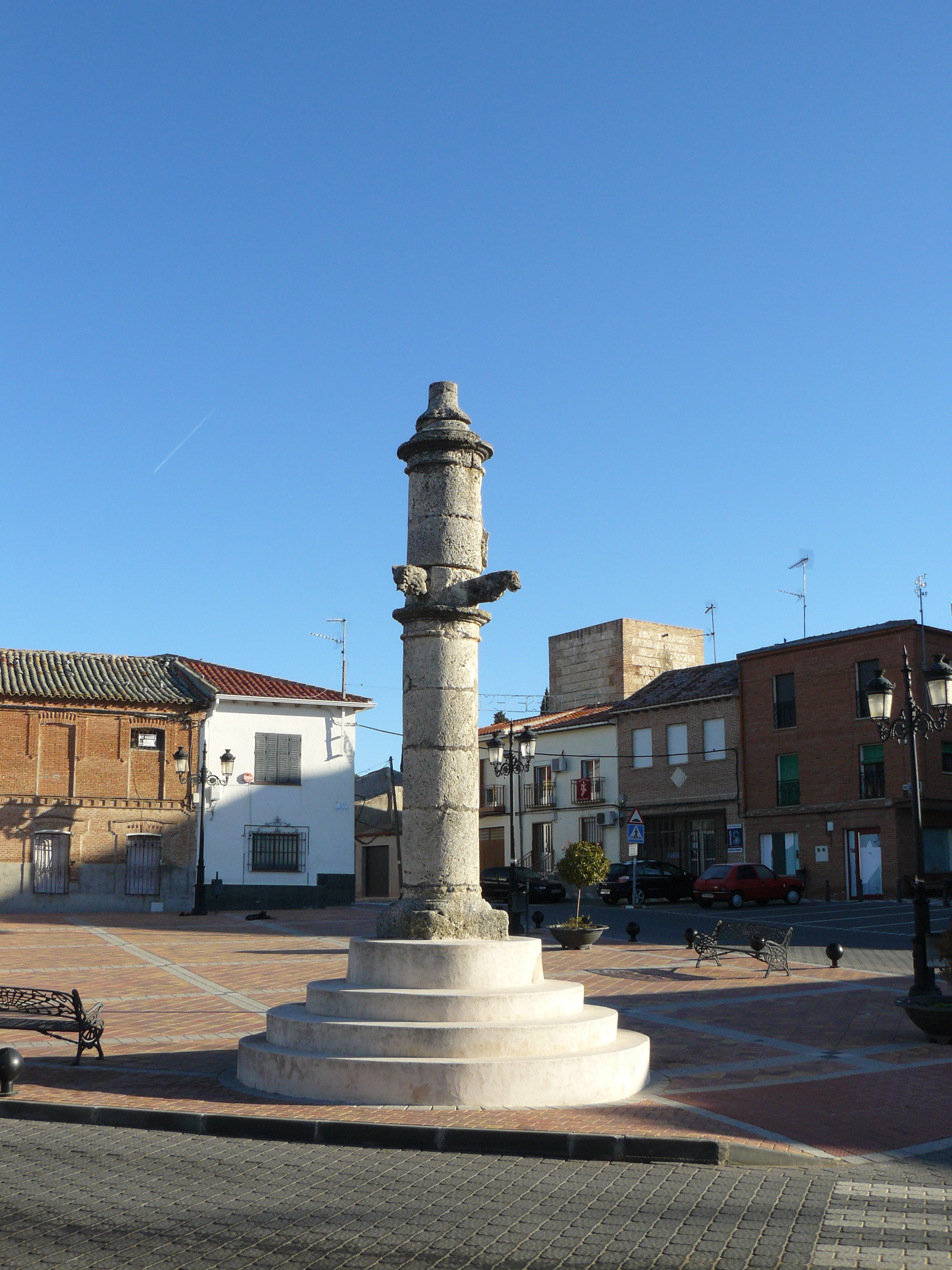
Gerichtssäule (rollo oder picota)

Umgebung
- Von dem etwa 5 km östlich des Ortes stehenden (40° 4′ 4,8″ N, 4° 18′ 19,7″ W), im 15. Jahrhundert erbauten und ehemals – in Spanien selten – von einem Wassergraben (foso) mit Zugbrücke (puente levadizo) umgebenen Castillo de San Silvestre stehen nur noch Ruinen, die aber einen Ausflug lohnen.

## Sonstiges
Der zweite Teil des berühmten Romans Lazarillo de Tormes (1554) spielt in Maqueda.